# Kommando (camp)
Pour les articles homonymes, voir Kommando.
Un kommando est en Allemagne, dès la Première Guerre mondiale, puis plus spécifiquement sous le régime nazi, une unité de travail forcé et, lorsque l'unité est physiquement autonome, le camp qui l'abrite. Il dépend alors d'un camp de concentration principal. Pour les kommandos de travail, on parle d'« Arbeitskommandos », dont les prisonniers peuvent être hébergés dans un « Arbeitslager ».